# Thiendorf
Thiendorf is een gemeente en plaats in de Duitse deelstaat Saksen, en maakt deel uit van de Landkreis Meißen.
Thiendorf telt 3.778 inwoners.
Bij Thiendorf kruist de Autobahn A 13 Berlijn -  Dresden op haar afrit nummer 20 de Bundesstraße 98.
Coswig ·
Diera-Zehren ·
Ebersbach ·
Glaubitz ·
Gröditz ·
Großenhain ·
Hirschstein ·
Käbschütztal ·
Klipphausen ·
Lampertswalde ·
Lommatzsch ·
Meißen ·
Moritzburg ·
Niederau ·
Nossen ·
Nünchritz ·
Priestewitz ·
Radebeul ·
Radeburg ·
Riesa ·
Röderaue ·
Schönfeld ·
Stauchitz ·
Strehla ·
Thiendorf ·
Weinböhla ·
Weißig a. Raschütz ·
Wülknitz ·
Zeithain